# Laura Angel
Lenka Luv, dite Laura Angel, née le 16 octobre 1974, est une ancienne actrice pornographique et réalisatrice de films X tchèque.

## Biographie
Laura Angel a commencé sa carrière dans l'industrie du film pornographique en 1998. Elle fait partie de la génération des actrices d'Europe de l'Est qui ont commencé leur carrière après la chute du communisme. On l'a vue dans des films produits dans divers pays européens, où elle a travaillé pour des studios comme Private, Marc Dorcel ou Blue One.
Dans les années 2000, elle devient réalisatrice de films pornographiques avec la série des Angelmania. Elle met ensuite un terme à sa carrière dans le X en 2004.

## Récompenses
- 2000 Hot d'Or de la Meilleure Actrice Européenne[2];
- 2001 Barcelona Erotic Festival de la Meilleure scène lesbienne pour La Provocacion[3];
- 2002 Barcelona Erotic Festival de la meilleure actrice pour Angelmania - Interselección[3];
- 2003 Venus Awards Meilleur espoir féminin européenne[4].

## Filmographie sélective
- Alexia & Cie (Marc Dorcel)
- Angelmania 1,2,3,4,5
- Best Of Laura Angel
- Chiennes de rêves 2
- Cleopatra I & II: The Legend of Eros
- Euro Angels 12
- L'Emmerdeuse de Fred Coppula (Blue One) 2000
- Max, portrait d'un serial-niqueur, de Fred Coppula (Blue One) 2000
- Harcèlement au féminin (Marc Dorcel)
- Hells Belles
- Jeannie
- La veuve sans pudeur (Marc Dorcel)
- Lingerie
- Machos (1999)
- Pulp
- Scandale de Fred Coppula
- Sexe à la carte (Marc Dorcel)
- Sexshot
- Tessie
- True Anal Stories 5
- Une nuit choc (Marc Dorcel)
- Wild'n wet
- China Box
- Call girl de luxe (Marc Dorcel)